# Australopithecus bahrelghazali
Australopithecus bahrelghazali е фосилен хоминин, който е открит за първи път през 1993 г. от палеонтолога Мишел Бруне в Бар ел Газал долина близо до Коро Торо, в Чад, който Бруне нарича Абел. Датиран е чрез използването на берилий основан на радиоактивно датиране като живял приблизително преди 3,6 милиона години.
Откритието се състои във фрагменти от челюст (mandibula), долен втори резец, два долни кучешки зъба, все още прикрепени в денталната кухина. Точното име на образеца е KT-12/H1; „Абел“ е информативно име, посветено от Бруне на починалия му колега Абел Брилянсо. Образецът е разположен на около 2500 km на запад от Великата рифтова долина в Източна Африка.